# Qui perd gagne (échecs)
Pour les articles homonymes, voir Qui perd gagne (homonymie).
Qui perd gagne (aussi appelé bouffe-tout) est une variante du jeu d'échecs dans laquelle le but du jeu est de faire capturer toutes ses pièces par l'adversaire ou de ne plus pouvoir faire un mouvement. L'objectif est donc presque exactement opposé à celui des échecs classiques.

## Règles du jeu
|   | a                                                            | b                                                            | c                                                            | d                                                            | e                                                            | f                                                            | g                                                            | h                                                            |   |
| 8 | Pion noir sur case blanche a6 · Pion blanc sur case noire h2 | Pion noir sur case blanche a6 · Pion blanc sur case noire h2 | Pion noir sur case blanche a6 · Pion blanc sur case noire h2 | Pion noir sur case blanche a6 · Pion blanc sur case noire h2 | Pion noir sur case blanche a6 · Pion blanc sur case noire h2 | Pion noir sur case blanche a6 · Pion blanc sur case noire h2 | Pion noir sur case blanche a6 · Pion blanc sur case noire h2 | Pion noir sur case blanche a6 · Pion blanc sur case noire h2 | 8 |
| 7 | Pion noir sur case blanche a6 · Pion blanc sur case noire h2 | Pion noir sur case blanche a6 · Pion blanc sur case noire h2 | Pion noir sur case blanche a6 · Pion blanc sur case noire h2 | Pion noir sur case blanche a6 · Pion blanc sur case noire h2 | Pion noir sur case blanche a6 · Pion blanc sur case noire h2 | Pion noir sur case blanche a6 · Pion blanc sur case noire h2 | Pion noir sur case blanche a6 · Pion blanc sur case noire h2 | Pion noir sur case blanche a6 · Pion blanc sur case noire h2 | 7 |
| 6 | Pion noir sur case blanche a6 · Pion blanc sur case noire h2 | Pion noir sur case blanche a6 · Pion blanc sur case noire h2 | Pion noir sur case blanche a6 · Pion blanc sur case noire h2 | Pion noir sur case blanche a6 · Pion blanc sur case noire h2 | Pion noir sur case blanche a6 · Pion blanc sur case noire h2 | Pion noir sur case blanche a6 · Pion blanc sur case noire h2 | Pion noir sur case blanche a6 · Pion blanc sur case noire h2 | Pion noir sur case blanche a6 · Pion blanc sur case noire h2 | 6 |
| 5 | Pion noir sur case blanche a6 · Pion blanc sur case noire h2 | Pion noir sur case blanche a6 · Pion blanc sur case noire h2 | Pion noir sur case blanche a6 · Pion blanc sur case noire h2 | Pion noir sur case blanche a6 · Pion blanc sur case noire h2 | Pion noir sur case blanche a6 · Pion blanc sur case noire h2 | Pion noir sur case blanche a6 · Pion blanc sur case noire h2 | Pion noir sur case blanche a6 · Pion blanc sur case noire h2 | Pion noir sur case blanche a6 · Pion blanc sur case noire h2 | 5 |
| 4 | Pion noir sur case blanche a6 · Pion blanc sur case noire h2 | Pion noir sur case blanche a6 · Pion blanc sur case noire h2 | Pion noir sur case blanche a6 · Pion blanc sur case noire h2 | Pion noir sur case blanche a6 · Pion blanc sur case noire h2 | Pion noir sur case blanche a6 · Pion blanc sur case noire h2 | Pion noir sur case blanche a6 · Pion blanc sur case noire h2 | Pion noir sur case blanche a6 · Pion blanc sur case noire h2 | Pion noir sur case blanche a6 · Pion blanc sur case noire h2 | 4 |
| 3 | Pion noir sur case blanche a6 · Pion blanc sur case noire h2 | Pion noir sur case blanche a6 · Pion blanc sur case noire h2 | Pion noir sur case blanche a6 · Pion blanc sur case noire h2 | Pion noir sur case blanche a6 · Pion blanc sur case noire h2 | Pion noir sur case blanche a6 · Pion blanc sur case noire h2 | Pion noir sur case blanche a6 · Pion blanc sur case noire h2 | Pion noir sur case blanche a6 · Pion blanc sur case noire h2 | Pion noir sur case blanche a6 · Pion blanc sur case noire h2 | 3 |
| 2 | Pion noir sur case blanche a6 · Pion blanc sur case noire h2 | Pion noir sur case blanche a6 · Pion blanc sur case noire h2 | Pion noir sur case blanche a6 · Pion blanc sur case noire h2 | Pion noir sur case blanche a6 · Pion blanc sur case noire h2 | Pion noir sur case blanche a6 · Pion blanc sur case noire h2 | Pion noir sur case blanche a6 · Pion blanc sur case noire h2 | Pion noir sur case blanche a6 · Pion blanc sur case noire h2 | Pion noir sur case blanche a6 · Pion blanc sur case noire h2 | 2 |
| 1 | Pion noir sur case blanche a6 · Pion blanc sur case noire h2 | Pion noir sur case blanche a6 · Pion blanc sur case noire h2 | Pion noir sur case blanche a6 · Pion blanc sur case noire h2 | Pion noir sur case blanche a6 · Pion blanc sur case noire h2 | Pion noir sur case blanche a6 · Pion blanc sur case noire h2 | Pion noir sur case blanche a6 · Pion blanc sur case noire h2 | Pion noir sur case blanche a6 · Pion blanc sur case noire h2 | Pion noir sur case blanche a6 · Pion blanc sur case noire h2 | 1 |
|   | a                                                            | b                                                            | c                                                            | d                                                            | e                                                            | f                                                            | g                                                            | h                                                            |   |

Les règles du jeu d'échecs sont appliquées avec les exceptions suivantes :
- la capture est obligatoire quand elle est possible (comme au jeu de dames).
- si plusieurs captures sont possibles, le joueur dispose du choix de la capture,
- le roi ne dispose pas de statut particulier, et par conséquent :
  - il peut être capturé,
  - il n'y a pas d'échec au roi ni d'échec et mat,
  - il n'y a pas de roque,
  - les pions peuvent être promus en roi,

En cas de pat, les règles varient selon les interprétations :
- soit c'est une victoire pour le joueur qui est pat (règles internationales),
- soit la partie est nulle,
- soit le camp qui dispose du moins de pièces remporte la victoire. Si le nombre de pièces est égal, la partie est nulle. La nature des pièces ne joue pas de rôle (règle adoptée par le site FICS).

Un joueur remporte la victoire quand toutes ses pièces sont capturées, ou qu'il est pat dans les cas décrits plus haut. La partie est nulle par répétition, application de la règle des 50 coups, accord mutuel ou s'il est impossible que les pièces restant sur l'échiquier se capturent (par exemple en présence de fous de couleur opposée).

## Choix des ouvertures et résolution du jeu
La capture forcée pouvant entraîner les longues suites de captures successives, le choix de l'ouverture est important. Les ouvertures connues pour perdre contre le meilleur jeu sont 1.d4, 1.e4, 1.d3, 1.Cc3, 1.Cf3, 1.f4, 1.h4, 1.b4, 1.h3. Les joueurs expérimentés peuvent remporter la victoire de façon forcée contre 1.d3, 1.d4 ou 1.e4 grâce à une suite de captures forcées.
Ce jeu étant résolu, l'ouverture 1.e3 permet de gagner à coup sûr à condition par la suite de jouer de manière parfaite.

## Histoire
|   | a | b | c | d | e | f | g | h |   |
| 8 | Tour noire sur case blanche a8 · Pion noir sur case noire a7 · Pion blanc sur case blanche f7 · Pion blanc sur case blanche a6 · Pion blanc sur case noire c5 · Pion noir sur case blanche h5 · Pion blanc sur case noire d4 · Pion blanc sur case blanche e4 · Fou noir sur case noire g3 · Fou blanc sur case blanche g2 | Tour noire sur case blanche a8 · Pion noir sur case noire a7 · Pion blanc sur case blanche f7 · Pion blanc sur case blanche a6 · Pion blanc sur case noire c5 · Pion noir sur case blanche h5 · Pion blanc sur case noire d4 · Pion blanc sur case blanche e4 · Fou noir sur case noire g3 · Fou blanc sur case blanche g2 | Tour noire sur case blanche a8 · Pion noir sur case noire a7 · Pion blanc sur case blanche f7 · Pion blanc sur case blanche a6 · Pion blanc sur case noire c5 · Pion noir sur case blanche h5 · Pion blanc sur case noire d4 · Pion blanc sur case blanche e4 · Fou noir sur case noire g3 · Fou blanc sur case blanche g2 | Tour noire sur case blanche a8 · Pion noir sur case noire a7 · Pion blanc sur case blanche f7 · Pion blanc sur case blanche a6 · Pion blanc sur case noire c5 · Pion noir sur case blanche h5 · Pion blanc sur case noire d4 · Pion blanc sur case blanche e4 · Fou noir sur case noire g3 · Fou blanc sur case blanche g2 | Tour noire sur case blanche a8 · Pion noir sur case noire a7 · Pion blanc sur case blanche f7 · Pion blanc sur case blanche a6 · Pion blanc sur case noire c5 · Pion noir sur case blanche h5 · Pion blanc sur case noire d4 · Pion blanc sur case blanche e4 · Fou noir sur case noire g3 · Fou blanc sur case blanche g2 | Tour noire sur case blanche a8 · Pion noir sur case noire a7 · Pion blanc sur case blanche f7 · Pion blanc sur case blanche a6 · Pion blanc sur case noire c5 · Pion noir sur case blanche h5 · Pion blanc sur case noire d4 · Pion blanc sur case blanche e4 · Fou noir sur case noire g3 · Fou blanc sur case blanche g2 | Tour noire sur case blanche a8 · Pion noir sur case noire a7 · Pion blanc sur case blanche f7 · Pion blanc sur case blanche a6 · Pion blanc sur case noire c5 · Pion noir sur case blanche h5 · Pion blanc sur case noire d4 · Pion blanc sur case blanche e4 · Fou noir sur case noire g3 · Fou blanc sur case blanche g2 | Tour noire sur case blanche a8 · Pion noir sur case noire a7 · Pion blanc sur case blanche f7 · Pion blanc sur case blanche a6 · Pion blanc sur case noire c5 · Pion noir sur case blanche h5 · Pion blanc sur case noire d4 · Pion blanc sur case blanche e4 · Fou noir sur case noire g3 · Fou blanc sur case blanche g2 | 8 |
| 7 | Tour noire sur case blanche a8 · Pion noir sur case noire a7 · Pion blanc sur case blanche f7 · Pion blanc sur case blanche a6 · Pion blanc sur case noire c5 · Pion noir sur case blanche h5 · Pion blanc sur case noire d4 · Pion blanc sur case blanche e4 · Fou noir sur case noire g3 · Fou blanc sur case blanche g2 | Tour noire sur case blanche a8 · Pion noir sur case noire a7 · Pion blanc sur case blanche f7 · Pion blanc sur case blanche a6 · Pion blanc sur case noire c5 · Pion noir sur case blanche h5 · Pion blanc sur case noire d4 · Pion blanc sur case blanche e4 · Fou noir sur case noire g3 · Fou blanc sur case blanche g2 | Tour noire sur case blanche a8 · Pion noir sur case noire a7 · Pion blanc sur case blanche f7 · Pion blanc sur case blanche a6 · Pion blanc sur case noire c5 · Pion noir sur case blanche h5 · Pion blanc sur case noire d4 · Pion blanc sur case blanche e4 · Fou noir sur case noire g3 · Fou blanc sur case blanche g2 | Tour noire sur case blanche a8 · Pion noir sur case noire a7 · Pion blanc sur case blanche f7 · Pion blanc sur case blanche a6 · Pion blanc sur case noire c5 · Pion noir sur case blanche h5 · Pion blanc sur case noire d4 · Pion blanc sur case blanche e4 · Fou noir sur case noire g3 · Fou blanc sur case blanche g2 | Tour noire sur case blanche a8 · Pion noir sur case noire a7 · Pion blanc sur case blanche f7 · Pion blanc sur case blanche a6 · Pion blanc sur case noire c5 · Pion noir sur case blanche h5 · Pion blanc sur case noire d4 · Pion blanc sur case blanche e4 · Fou noir sur case noire g3 · Fou blanc sur case blanche g2 | Tour noire sur case blanche a8 · Pion noir sur case noire a7 · Pion blanc sur case blanche f7 · Pion blanc sur case blanche a6 · Pion blanc sur case noire c5 · Pion noir sur case blanche h5 · Pion blanc sur case noire d4 · Pion blanc sur case blanche e4 · Fou noir sur case noire g3 · Fou blanc sur case blanche g2 | Tour noire sur case blanche a8 · Pion noir sur case noire a7 · Pion blanc sur case blanche f7 · Pion blanc sur case blanche a6 · Pion blanc sur case noire c5 · Pion noir sur case blanche h5 · Pion blanc sur case noire d4 · Pion blanc sur case blanche e4 · Fou noir sur case noire g3 · Fou blanc sur case blanche g2 | Tour noire sur case blanche a8 · Pion noir sur case noire a7 · Pion blanc sur case blanche f7 · Pion blanc sur case blanche a6 · Pion blanc sur case noire c5 · Pion noir sur case blanche h5 · Pion blanc sur case noire d4 · Pion blanc sur case blanche e4 · Fou noir sur case noire g3 · Fou blanc sur case blanche g2 | 7 |
| 6 | Tour noire sur case blanche a8 · Pion noir sur case noire a7 · Pion blanc sur case blanche f7 · Pion blanc sur case blanche a6 · Pion blanc sur case noire c5 · Pion noir sur case blanche h5 · Pion blanc sur case noire d4 · Pion blanc sur case blanche e4 · Fou noir sur case noire g3 · Fou blanc sur case blanche g2 | Tour noire sur case blanche a8 · Pion noir sur case noire a7 · Pion blanc sur case blanche f7 · Pion blanc sur case blanche a6 · Pion blanc sur case noire c5 · Pion noir sur case blanche h5 · Pion blanc sur case noire d4 · Pion blanc sur case blanche e4 · Fou noir sur case noire g3 · Fou blanc sur case blanche g2 | Tour noire sur case blanche a8 · Pion noir sur case noire a7 · Pion blanc sur case blanche f7 · Pion blanc sur case blanche a6 · Pion blanc sur case noire c5 · Pion noir sur case blanche h5 · Pion blanc sur case noire d4 · Pion blanc sur case blanche e4 · Fou noir sur case noire g3 · Fou blanc sur case blanche g2 | Tour noire sur case blanche a8 · Pion noir sur case noire a7 · Pion blanc sur case blanche f7 · Pion blanc sur case blanche a6 · Pion blanc sur case noire c5 · Pion noir sur case blanche h5 · Pion blanc sur case noire d4 · Pion blanc sur case blanche e4 · Fou noir sur case noire g3 · Fou blanc sur case blanche g2 | Tour noire sur case blanche a8 · Pion noir sur case noire a7 · Pion blanc sur case blanche f7 · Pion blanc sur case blanche a6 · Pion blanc sur case noire c5 · Pion noir sur case blanche h5 · Pion blanc sur case noire d4 · Pion blanc sur case blanche e4 · Fou noir sur case noire g3 · Fou blanc sur case blanche g2 | Tour noire sur case blanche a8 · Pion noir sur case noire a7 · Pion blanc sur case blanche f7 · Pion blanc sur case blanche a6 · Pion blanc sur case noire c5 · Pion noir sur case blanche h5 · Pion blanc sur case noire d4 · Pion blanc sur case blanche e4 · Fou noir sur case noire g3 · Fou blanc sur case blanche g2 | Tour noire sur case blanche a8 · Pion noir sur case noire a7 · Pion blanc sur case blanche f7 · Pion blanc sur case blanche a6 · Pion blanc sur case noire c5 · Pion noir sur case blanche h5 · Pion blanc sur case noire d4 · Pion blanc sur case blanche e4 · Fou noir sur case noire g3 · Fou blanc sur case blanche g2 | Tour noire sur case blanche a8 · Pion noir sur case noire a7 · Pion blanc sur case blanche f7 · Pion blanc sur case blanche a6 · Pion blanc sur case noire c5 · Pion noir sur case blanche h5 · Pion blanc sur case noire d4 · Pion blanc sur case blanche e4 · Fou noir sur case noire g3 · Fou blanc sur case blanche g2 | 6 |
| 5 | Tour noire sur case blanche a8 · Pion noir sur case noire a7 · Pion blanc sur case blanche f7 · Pion blanc sur case blanche a6 · Pion blanc sur case noire c5 · Pion noir sur case blanche h5 · Pion blanc sur case noire d4 · Pion blanc sur case blanche e4 · Fou noir sur case noire g3 · Fou blanc sur case blanche g2 | Tour noire sur case blanche a8 · Pion noir sur case noire a7 · Pion blanc sur case blanche f7 · Pion blanc sur case blanche a6 · Pion blanc sur case noire c5 · Pion noir sur case blanche h5 · Pion blanc sur case noire d4 · Pion blanc sur case blanche e4 · Fou noir sur case noire g3 · Fou blanc sur case blanche g2 | Tour noire sur case blanche a8 · Pion noir sur case noire a7 · Pion blanc sur case blanche f7 · Pion blanc sur case blanche a6 · Pion blanc sur case noire c5 · Pion noir sur case blanche h5 · Pion blanc sur case noire d4 · Pion blanc sur case blanche e4 · Fou noir sur case noire g3 · Fou blanc sur case blanche g2 | Tour noire sur case blanche a8 · Pion noir sur case noire a7 · Pion blanc sur case blanche f7 · Pion blanc sur case blanche a6 · Pion blanc sur case noire c5 · Pion noir sur case blanche h5 · Pion blanc sur case noire d4 · Pion blanc sur case blanche e4 · Fou noir sur case noire g3 · Fou blanc sur case blanche g2 | Tour noire sur case blanche a8 · Pion noir sur case noire a7 · Pion blanc sur case blanche f7 · Pion blanc sur case blanche a6 · Pion blanc sur case noire c5 · Pion noir sur case blanche h5 · Pion blanc sur case noire d4 · Pion blanc sur case blanche e4 · Fou noir sur case noire g3 · Fou blanc sur case blanche g2 | Tour noire sur case blanche a8 · Pion noir sur case noire a7 · Pion blanc sur case blanche f7 · Pion blanc sur case blanche a6 · Pion blanc sur case noire c5 · Pion noir sur case blanche h5 · Pion blanc sur case noire d4 · Pion blanc sur case blanche e4 · Fou noir sur case noire g3 · Fou blanc sur case blanche g2 | Tour noire sur case blanche a8 · Pion noir sur case noire a7 · Pion blanc sur case blanche f7 · Pion blanc sur case blanche a6 · Pion blanc sur case noire c5 · Pion noir sur case blanche h5 · Pion blanc sur case noire d4 · Pion blanc sur case blanche e4 · Fou noir sur case noire g3 · Fou blanc sur case blanche g2 | Tour noire sur case blanche a8 · Pion noir sur case noire a7 · Pion blanc sur case blanche f7 · Pion blanc sur case blanche a6 · Pion blanc sur case noire c5 · Pion noir sur case blanche h5 · Pion blanc sur case noire d4 · Pion blanc sur case blanche e4 · Fou noir sur case noire g3 · Fou blanc sur case blanche g2 | 5 |
| 4 | Tour noire sur case blanche a8 · Pion noir sur case noire a7 · Pion blanc sur case blanche f7 · Pion blanc sur case blanche a6 · Pion blanc sur case noire c5 · Pion noir sur case blanche h5 · Pion blanc sur case noire d4 · Pion blanc sur case blanche e4 · Fou noir sur case noire g3 · Fou blanc sur case blanche g2 | Tour noire sur case blanche a8 · Pion noir sur case noire a7 · Pion blanc sur case blanche f7 · Pion blanc sur case blanche a6 · Pion blanc sur case noire c5 · Pion noir sur case blanche h5 · Pion blanc sur case noire d4 · Pion blanc sur case blanche e4 · Fou noir sur case noire g3 · Fou blanc sur case blanche g2 | Tour noire sur case blanche a8 · Pion noir sur case noire a7 · Pion blanc sur case blanche f7 · Pion blanc sur case blanche a6 · Pion blanc sur case noire c5 · Pion noir sur case blanche h5 · Pion blanc sur case noire d4 · Pion blanc sur case blanche e4 · Fou noir sur case noire g3 · Fou blanc sur case blanche g2 | Tour noire sur case blanche a8 · Pion noir sur case noire a7 · Pion blanc sur case blanche f7 · Pion blanc sur case blanche a6 · Pion blanc sur case noire c5 · Pion noir sur case blanche h5 · Pion blanc sur case noire d4 · Pion blanc sur case blanche e4 · Fou noir sur case noire g3 · Fou blanc sur case blanche g2 | Tour noire sur case blanche a8 · Pion noir sur case noire a7 · Pion blanc sur case blanche f7 · Pion blanc sur case blanche a6 · Pion blanc sur case noire c5 · Pion noir sur case blanche h5 · Pion blanc sur case noire d4 · Pion blanc sur case blanche e4 · Fou noir sur case noire g3 · Fou blanc sur case blanche g2 | Tour noire sur case blanche a8 · Pion noir sur case noire a7 · Pion blanc sur case blanche f7 · Pion blanc sur case blanche a6 · Pion blanc sur case noire c5 · Pion noir sur case blanche h5 · Pion blanc sur case noire d4 · Pion blanc sur case blanche e4 · Fou noir sur case noire g3 · Fou blanc sur case blanche g2 | Tour noire sur case blanche a8 · Pion noir sur case noire a7 · Pion blanc sur case blanche f7 · Pion blanc sur case blanche a6 · Pion blanc sur case noire c5 · Pion noir sur case blanche h5 · Pion blanc sur case noire d4 · Pion blanc sur case blanche e4 · Fou noir sur case noire g3 · Fou blanc sur case blanche g2 | Tour noire sur case blanche a8 · Pion noir sur case noire a7 · Pion blanc sur case blanche f7 · Pion blanc sur case blanche a6 · Pion blanc sur case noire c5 · Pion noir sur case blanche h5 · Pion blanc sur case noire d4 · Pion blanc sur case blanche e4 · Fou noir sur case noire g3 · Fou blanc sur case blanche g2 | 4 |
| 3 | Tour noire sur case blanche a8 · Pion noir sur case noire a7 · Pion blanc sur case blanche f7 · Pion blanc sur case blanche a6 · Pion blanc sur case noire c5 · Pion noir sur case blanche h5 · Pion blanc sur case noire d4 · Pion blanc sur case blanche e4 · Fou noir sur case noire g3 · Fou blanc sur case blanche g2 | Tour noire sur case blanche a8 · Pion noir sur case noire a7 · Pion blanc sur case blanche f7 · Pion blanc sur case blanche a6 · Pion blanc sur case noire c5 · Pion noir sur case blanche h5 · Pion blanc sur case noire d4 · Pion blanc sur case blanche e4 · Fou noir sur case noire g3 · Fou blanc sur case blanche g2 | Tour noire sur case blanche a8 · Pion noir sur case noire a7 · Pion blanc sur case blanche f7 · Pion blanc sur case blanche a6 · Pion blanc sur case noire c5 · Pion noir sur case blanche h5 · Pion blanc sur case noire d4 · Pion blanc sur case blanche e4 · Fou noir sur case noire g3 · Fou blanc sur case blanche g2 | Tour noire sur case blanche a8 · Pion noir sur case noire a7 · Pion blanc sur case blanche f7 · Pion blanc sur case blanche a6 · Pion blanc sur case noire c5 · Pion noir sur case blanche h5 · Pion blanc sur case noire d4 · Pion blanc sur case blanche e4 · Fou noir sur case noire g3 · Fou blanc sur case blanche g2 | Tour noire sur case blanche a8 · Pion noir sur case noire a7 · Pion blanc sur case blanche f7 · Pion blanc sur case blanche a6 · Pion blanc sur case noire c5 · Pion noir sur case blanche h5 · Pion blanc sur case noire d4 · Pion blanc sur case blanche e4 · Fou noir sur case noire g3 · Fou blanc sur case blanche g2 | Tour noire sur case blanche a8 · Pion noir sur case noire a7 · Pion blanc sur case blanche f7 · Pion blanc sur case blanche a6 · Pion blanc sur case noire c5 · Pion noir sur case blanche h5 · Pion blanc sur case noire d4 · Pion blanc sur case blanche e4 · Fou noir sur case noire g3 · Fou blanc sur case blanche g2 | Tour noire sur case blanche a8 · Pion noir sur case noire a7 · Pion blanc sur case blanche f7 · Pion blanc sur case blanche a6 · Pion blanc sur case noire c5 · Pion noir sur case blanche h5 · Pion blanc sur case noire d4 · Pion blanc sur case blanche e4 · Fou noir sur case noire g3 · Fou blanc sur case blanche g2 | Tour noire sur case blanche a8 · Pion noir sur case noire a7 · Pion blanc sur case blanche f7 · Pion blanc sur case blanche a6 · Pion blanc sur case noire c5 · Pion noir sur case blanche h5 · Pion blanc sur case noire d4 · Pion blanc sur case blanche e4 · Fou noir sur case noire g3 · Fou blanc sur case blanche g2 | 3 |
| 2 | Tour noire sur case blanche a8 · Pion noir sur case noire a7 · Pion blanc sur case blanche f7 · Pion blanc sur case blanche a6 · Pion blanc sur case noire c5 · Pion noir sur case blanche h5 · Pion blanc sur case noire d4 · Pion blanc sur case blanche e4 · Fou noir sur case noire g3 · Fou blanc sur case blanche g2 | Tour noire sur case blanche a8 · Pion noir sur case noire a7 · Pion blanc sur case blanche f7 · Pion blanc sur case blanche a6 · Pion blanc sur case noire c5 · Pion noir sur case blanche h5 · Pion blanc sur case noire d4 · Pion blanc sur case blanche e4 · Fou noir sur case noire g3 · Fou blanc sur case blanche g2 | Tour noire sur case blanche a8 · Pion noir sur case noire a7 · Pion blanc sur case blanche f7 · Pion blanc sur case blanche a6 · Pion blanc sur case noire c5 · Pion noir sur case blanche h5 · Pion blanc sur case noire d4 · Pion blanc sur case blanche e4 · Fou noir sur case noire g3 · Fou blanc sur case blanche g2 | Tour noire sur case blanche a8 · Pion noir sur case noire a7 · Pion blanc sur case blanche f7 · Pion blanc sur case blanche a6 · Pion blanc sur case noire c5 · Pion noir sur case blanche h5 · Pion blanc sur case noire d4 · Pion blanc sur case blanche e4 · Fou noir sur case noire g3 · Fou blanc sur case blanche g2 | Tour noire sur case blanche a8 · Pion noir sur case noire a7 · Pion blanc sur case blanche f7 · Pion blanc sur case blanche a6 · Pion blanc sur case noire c5 · Pion noir sur case blanche h5 · Pion blanc sur case noire d4 · Pion blanc sur case blanche e4 · Fou noir sur case noire g3 · Fou blanc sur case blanche g2 | Tour noire sur case blanche a8 · Pion noir sur case noire a7 · Pion blanc sur case blanche f7 · Pion blanc sur case blanche a6 · Pion blanc sur case noire c5 · Pion noir sur case blanche h5 · Pion blanc sur case noire d4 · Pion blanc sur case blanche e4 · Fou noir sur case noire g3 · Fou blanc sur case blanche g2 | Tour noire sur case blanche a8 · Pion noir sur case noire a7 · Pion blanc sur case blanche f7 · Pion blanc sur case blanche a6 · Pion blanc sur case noire c5 · Pion noir sur case blanche h5 · Pion blanc sur case noire d4 · Pion blanc sur case blanche e4 · Fou noir sur case noire g3 · Fou blanc sur case blanche g2 | Tour noire sur case blanche a8 · Pion noir sur case noire a7 · Pion blanc sur case blanche f7 · Pion blanc sur case blanche a6 · Pion blanc sur case noire c5 · Pion noir sur case blanche h5 · Pion blanc sur case noire d4 · Pion blanc sur case blanche e4 · Fou noir sur case noire g3 · Fou blanc sur case blanche g2 | 2 |
| 1 | Tour noire sur case blanche a8 · Pion noir sur case noire a7 · Pion blanc sur case blanche f7 · Pion blanc sur case blanche a6 · Pion blanc sur case noire c5 · Pion noir sur case blanche h5 · Pion blanc sur case noire d4 · Pion blanc sur case blanche e4 · Fou noir sur case noire g3 · Fou blanc sur case blanche g2 | Tour noire sur case blanche a8 · Pion noir sur case noire a7 · Pion blanc sur case blanche f7 · Pion blanc sur case blanche a6 · Pion blanc sur case noire c5 · Pion noir sur case blanche h5 · Pion blanc sur case noire d4 · Pion blanc sur case blanche e4 · Fou noir sur case noire g3 · Fou blanc sur case blanche g2 | Tour noire sur case blanche a8 · Pion noir sur case noire a7 · Pion blanc sur case blanche f7 · Pion blanc sur case blanche a6 · Pion blanc sur case noire c5 · Pion noir sur case blanche h5 · Pion blanc sur case noire d4 · Pion blanc sur case blanche e4 · Fou noir sur case noire g3 · Fou blanc sur case blanche g2 | Tour noire sur case blanche a8 · Pion noir sur case noire a7 · Pion blanc sur case blanche f7 · Pion blanc sur case blanche a6 · Pion blanc sur case noire c5 · Pion noir sur case blanche h5 · Pion blanc sur case noire d4 · Pion blanc sur case blanche e4 · Fou noir sur case noire g3 · Fou blanc sur case blanche g2 | Tour noire sur case blanche a8 · Pion noir sur case noire a7 · Pion blanc sur case blanche f7 · Pion blanc sur case blanche a6 · Pion blanc sur case noire c5 · Pion noir sur case blanche h5 · Pion blanc sur case noire d4 · Pion blanc sur case blanche e4 · Fou noir sur case noire g3 · Fou blanc sur case blanche g2 | Tour noire sur case blanche a8 · Pion noir sur case noire a7 · Pion blanc sur case blanche f7 · Pion blanc sur case blanche a6 · Pion blanc sur case noire c5 · Pion noir sur case blanche h5 · Pion blanc sur case noire d4 · Pion blanc sur case blanche e4 · Fou noir sur case noire g3 · Fou blanc sur case blanche g2 | Tour noire sur case blanche a8 · Pion noir sur case noire a7 · Pion blanc sur case blanche f7 · Pion blanc sur case blanche a6 · Pion blanc sur case noire c5 · Pion noir sur case blanche h5 · Pion blanc sur case noire d4 · Pion blanc sur case blanche e4 · Fou noir sur case noire g3 · Fou blanc sur case blanche g2 | Tour noire sur case blanche a8 · Pion noir sur case noire a7 · Pion blanc sur case blanche f7 · Pion blanc sur case blanche a6 · Pion blanc sur case noire c5 · Pion noir sur case blanche h5 · Pion blanc sur case noire d4 · Pion blanc sur case blanche e4 · Fou noir sur case noire g3 · Fou blanc sur case blanche g2 | 1 |
|   | a | b | c | d | e | f | g | h |   |

On trouve une référence à un jeu dont le but est de faire capturer son roi dans l'Almanach de Brede en 1844 sous le nom de  « jeu de Codrus »,,.
Walter Campbell invente la variante « Take me » en 1874, qui ne diffère que légèrement de la pratique actuelle,.
En 1901, le Dresdner Schach-Kalendar publie la première étude du jeu.

## Jeu en ligne et autres noms
En 1996, le serveur de jeu en ligne FICS propose le Loser's Chess comme variante du jeu.
On peut y jouer en ligne sur le serveur d'échecs en ligne Lichess, où il est appelé « Antichess ».
Sur d'autres sites de jeu d'échecs en ligne, comme Chess.com, la variante est connue sous les noms de suicide chess, loser's chess ou encore antichess, chaque site ayant en général sa propre appellation et interprétation de certaines règles.